# スパルカッセン・ジロ・ボーフム

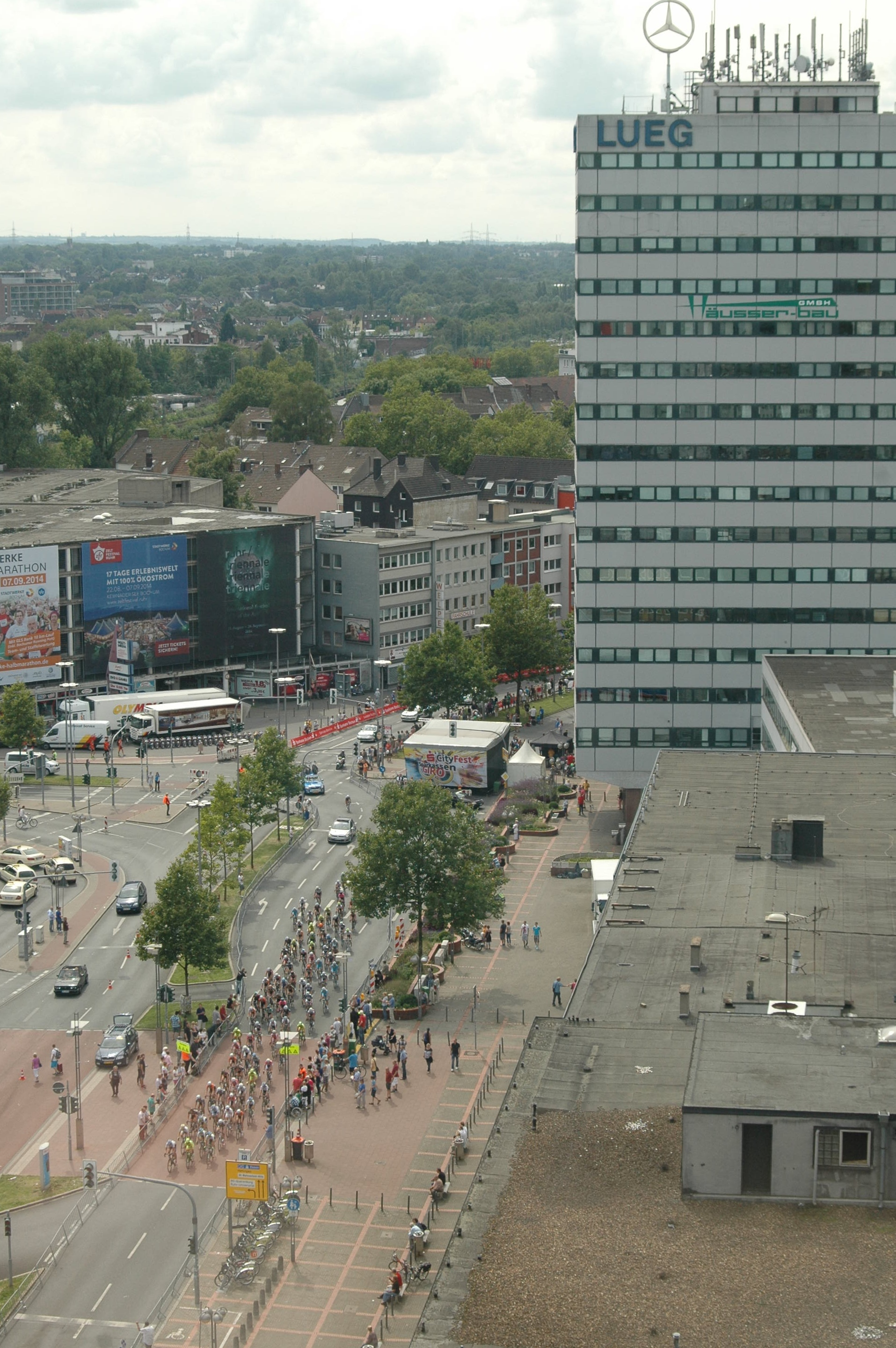
UCI Women's Road World Cup at Bochum Train Station

スパルカッセン・ジロ・ボーフム(Sparkassen Giro Bochum)はドイツ・ノルトライン＝ヴェストファーレン州・ボーフムを舞台にして8月上旬に行われる自転車プロロードレースのワンデーレース。

## 概要
1998年に創設された、比較的新しい大会。ボーフムの市街地を周回するコースで行われる。2011年まではUCIヨーロッパツアーの1.1カテゴリーに位置づけられていた。
2012年はアマチュアレースとして開催。2013年以降は非公式のレースとして開催されている。

## 歴代優勝者
| 年   | 優勝者                         | 国       |
| ---- | ------------------------------ | -------- |
| 1998 | ヤン・ウルリッヒ               | ドイツ   |
| 1999 | エリック・ツァベル             | ドイツ   |
| 2000 | ヤンス・クールツ               | オランダ |
| 2001 | ジャンルカ・ボルトラーミ       | イタリア |
| 2002 | フレデリック・アモリソン       | ベルギー |
| 2003 | ロルフ・アルダク               | ドイツ   |
| 2004 | ダヴィド・コップ               | ドイツ   |
| 2005 | ラボル・テザール               | チェコ   |
| 2006 | イェンス・フォイクト           | ドイツ   |
| 2007 | アンディ・カペル               | ベルギー |
| 2008 | エリック・バウマン             | ドイツ   |
| 2009 | マーク・カヴェンディッシュ     | イギリス |
| 2010 | ニキ・テルプストラ             | オランダ |
| 2011 | ピーター・ファンスペイブルック | ベルギー |
| 2012 | マルセル・ズィーブルグ         | ドイツ   |
| 2013 | アンドレ・グライペル           | ドイツ   |
| 2014 | マルセル・ジーベルク           | ドイツ   |
| 2015 | マルセル・ジーベルク           | ドイツ   |
| 2016 | マルセル・ジーベルク           | ドイツ   |
| 2017 | マルクス・ブルクハルト         | ドイツ   |
| 2018 | ゲラント・トーマス             | イギリス |